# Линии тренда

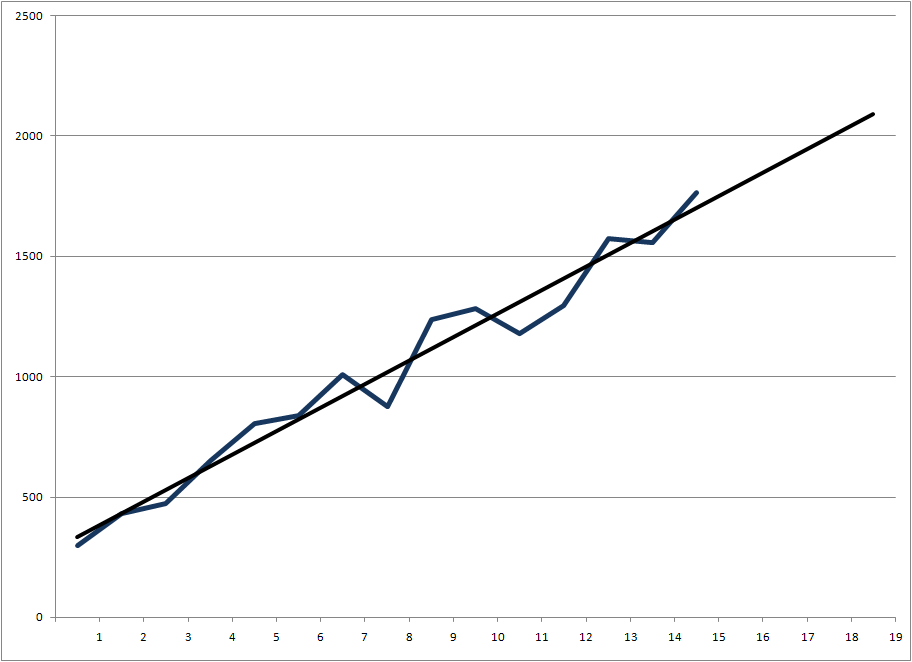

Линии тренда — элемент аппарата технического анализа, используемый для выявления тенденций изменения цен на различных видах бирж.
Линии тренда представляют собой геометрическое отображение средних значений анализируемых показателей, полученное с помощью какой-либо математической функции. Выбор функции для построения линии тренда обычно определяется характером изменения данных во времени.
Выделяется три типа трендов:
- «бычий» (растущий) — цены растут (от сравнения с быком, который поднимает рогами вверх);
- «медвежий» (падающий) — цены падают (от сравнения с медведем, который бьет лапой вниз);
- «камбала» (боковой) — цены находятся в ценовых диапазонах. Как правило, консолидация происходит перед последующим ростом или падением.